# Icipici pók (televíziós sorozat)
Az Icipici pók (eredeti cím: Itsy Bitsy Spider) amerikai televíziós rajzfilmsorozat. Amerikában 1993. október 31. és 1996. között az USA Network vetítette, Magyarországon 1996-ban az HBO sugározta, majd 1997-től egy ideig az akkor indult RTL Klub adta. Készült 1992-ben egész estés rajzfilm is Icipici pók címen.

## Ismertető
A történet főhőse egy kis pók, a neve Ici. Ügyes és talpraesett pók. A városban gyakran kergetik az emberek. Van egy barátja is Julius, akivel néha összetart. Az idők folyamán két embergyermekkel is megbarátkozik. Van egy csúnya kövér nő, akit rossz digi dagi mamának becéznek, aki nagyon fél tőle és mikor meglátja mindig kihívja a pókvadászt. A pókvadász egy ügyes és dörzsölt fickó, de Ici nagy nehezen mindig elmenekül előle is.

## Szereplők

### Főszereplők
| Szereplő                                    | Eredeti hang           | Magyar hang      | Leírás                                                                              |
| ------------------------------------------- | ---------------------- | ---------------- | ----------------------------------------------------------------------------------- |
| Ici (Itsy)                                  | Frank Welker           | Kassai Károly    | az Icipici pók, Leisli pók barátja, ügyes és talpraesett kis pók                    |
| Macska (Langston)                           | Frank Welker           | saját hangján    | Rossz Digi Dagi Mama macskája, kergetőzik a pókokkal                                |
| Leslie (Leslie McGroarty)                   | Francesca Marie Smith  | Somlai Edina     | aranyos, szemüveges kislány, a nagyvárosban lakik, Ici barátnője, élénk a képzelete |
| George                                      | Jonathan Taylor Thomas | Minárovits Péter | fiú, Leisli barátja, szeretettel érdeklődik rá                                      |
| Rossz Digi Dagi Mama (Andrienne Van Leydon) | Charlotte Rae          | Tanai Bella      | csúnya, kövér nő, nagyon fél a pókoktól                                             |
| Pókvadász (The Exterminator)                | Matt Frewer            | Vass Gábor       | ügyes vadász, pókokra vadászik                                                      |

### Mellékszereplők
| Szereplő | Eredeti hang | Magyar hang  | Leírás                                |
| -------- | ------------ | ------------ | ------------------------------------- |
| Julius   | N/A          | Szokol Péter | Ici barátja, a kórházban segít Icinek |
| Takarító | N/A          | Beregi Péter | kissé bolondos takarító a kórházban   |

További magyar hangok: Antal László, Bartucz Attila, Bognár Zsolt, Botár Endre, Előd Álmos, Fodor Zsóka, Földi Tamás, Halász Aranka, Holl Nándor, Izsóf Vilmos, Juhász Tóth Frigyes, Kardos Gábor, Kenderesi Tibor, Kocsis Mariann, Koncz István, Papp Ágnes, Szokol Péter, Urbán Andrea, Vándor Éva, Verebély Iván, és még sokan mások

## Epizódok

### 1. évad
| Sor. | Év. | Magyar cím                               | Eredeti cím                    | Magyar bemutató   | Magyar bemutató    | Eredeti bemutató   |
| Sor. | Év. | Magyar cím                               | Eredeti cím                    | HBO               | RTL Klub           | Eredeti bemutató   |
| ---- | --- | ---------------------------------------- | ------------------------------ | ----------------- | ------------------ | ------------------ |
| 1.   | 1.  | Száll a pók a hálójába                   | One Flew Over the Spider's Web | 1996. március 2.  | 1997. november 1.  | 1994. október 31.  |
| 2.   | 2.  | Kukta bukta, avagy főzőcske de pók módra | Itsy Gets Cooking              | 1996. március 9.  | 1997. november 2.  | 1994. november 7.  |
| 3.   | 3.  | A sárkánypók színre lép                  | Enter the Spider               | 1996. március 16. | 1997. november 8.  | 1994. november 14. |
| 4.   | 4.  | Mint a kispók fenn a fán                 | Troop Itsy                     | 1996. március 23. | 1997. november 9.  | 1994. november 21. |
| 5.   | 5.  | Volt nekem egy kertem                    | Garden of Itsy                 | 1996. március 30. | 1997. november 15. | 1994. november 28. |
| 6.   | 6.  | Áruházi hajcihő                          | The Bug Shops Here             | 1996. április 6.  | 1997. november 16. | 1994. december 5.  |
| 7.   | 7.  | Hét tenger vándor pókja                  | Itsy Ships Out                 | 1996. április 13. | 1997. november 22. | 1994.              |
| 8.   | 8.  | Pók a porondon                           | Big Top Itsy                   | 1996. április 20. | 1997. november 23. | 1995. január 13.   |
| 9.   | 9.  | Hó-hű-hó, síelni de jó!                  | Downhill Itsy                  | 1996. április 27. | 1997. november 29. | 1994. december 12. |
| 10.  | 10. | Bébi mogul                               | Itsy Does Hollywood            | 1996. május 4.    | 1997. november 30. | 1994. december 19. |
| 11.  | 11. | Egyszer volt, hol nem pók!               | Miss Muffet Roughs It          | 1996. május 11.   | 1997. december 6.  | 1994. december 26. |
| 12.  | 12. | Diótörő csa-csa-csa                      | Nutcracker Cha-Cha-Cha         | 1996. május 18.   | 1997. december 7.  | 1995. január 2.    |
| 13.  | 13. | Elemi börtön                             | Basic Insect                   | 1996. május 25.   | 1997. december 13. | 1995. január 9.    |

### 2. évad
| Sor. | Év. | Magyar cím            | Eredeti cím           | Magyar bemutató     | Magyar bemutató    | Eredeti bemutató   |
| Sor. | Év. | Magyar cím            | Eredeti cím           | HBO                 | RTL Klub           | Eredeti bemutató   |
| ---- | --- | --------------------- | --------------------- | ------------------- | ------------------ | ------------------ |
| 14.  | 1.  | Vadnyugati hőspók     | Spider In Spurs       | 1996. június 1.     | 1997. december 14. | 1994. október 30.  |
| 15.  | 2.  | Ici és a kísértet     | Itsy's Favorite Haunt | 1996. június 8.     | 1997. december 20. | 1994. november 5.  |
| 16.  | 3.  | Ici a kórházban       | Code Purple           | 1996. június 15.    | 1997. december 21. | 1994. november 12. |
| 17.  | 4.  | Tengerparti bombashow | Beach Blanket Spider  | 1996. június 22.    | 1997. december 27. | 1994. november 19. |
| 18.  | 5.  | Pók a ringben         | Big Time Spider       | 1996. június 29.    | 1997. december 28. | 1994. november 26. |
| 19.  | 6.  | Pók a zűrben          | Deep Space Spider     | 1996. július 6.     | 1998. január 3.    | 1994. december 4.  |
| 20.  | 7.  | Pókburger             | Short Order Spider    | 1996. július 13.    | 1998. január 4.    | 1994. december 11. |
| 21.  | 8.  | Ici szíve             | Spider Sense          | 1996. július 20.    | 1998. január 10.   | 1994.              |
| 22.  | 9.  | ?                     | It's a Zoo Itsy       | 1996. július 25.    | 1998. január 11.   | 1994. december 25. |
| 23.  | 10. | ?                     | State Fair Itsy       | 1996. augusztus 3.  | 1998. január 17.   | 1995. január 8.    |
| 24.  | 11. | Icipici dolgozó       | Spider at Work        | 1996. augusztus 10. | 1998. január 18.   | 1995. január 15.   |
| 25.  | 12. | ?                     | Something Fore Itsy   | 1996. augusztus 17. | 1998. január 24.   | 1995. január 22.   |
| 26.  | 13. | Ici a cukormázban     | Sugar Coated Spider   | 1996. augusztus 24. | 1998. január 25.   | 1995.              |